# Biohazard 4D-Executer
 (novembre 2019).
Si vous disposez d'ouvrages ou d'articles de référence ou si vous connaissez des sites web de qualité traitant du thème abordé ici, merci de compléter l'article en donnant les références utiles à sa vérifiabilité et en les liant à la section « Notes et références ».
Pour plus de détails, voir Fiche technique et Distribution.
Biohazard 4D-Executer est un film en 3D, créé par Capcom dans la lignée de la série Resident Evil.
Ce film n'est sorti qu'au Japon et dure 19 minutes et 59 secondes. Depuis 2000, le film peut être vu dans les salles de cinéma de parcs d'attractions au Japon. Les salles où le film est projeté sont munies de sièges sur vérins hydrauliques, afin de retranscrire au mieux les sensations des personnages à l'écran aux spectateurs.

## Synopsis
Cinq membres de l'escouade U.B.C.S (Umbrella Biohazard Countermeasure Service) sont envoyés en mission à Raccoon City pour retrouver et secourir le docteur Cameron, afin de mettre la main sur ses recherches sur le Virus-T.[réf. souhaitée]
Cependant, les horreurs qu'ils vont trouver sont au-delà de leur imagination…

## Fiche technique
- Titre : Biohazard 4D: Executer
- Réalisation : Kōichi Ōhata
- Scénario : Daisuke Okamoto
- Musique : Yoshihiro Ike
- Photographie : Shinji Higuchi
- Société de production : Capcom
- Pays :  Japon
- Genre : Animation, action, horreur et science-fiction
- Durée : 19 minutes
- Dates de sortie : 
  -  Japon : 2000
  -  France : 2000

## Doublage
- Masaki Aizawa : Claus, le chef d'unité
- Hiroto Torihata : Roger
- Hideto Erihara : Ed
- Tadasuke Ohmizu : Robert
- Yoshyiunki Kaneko : Norman
- Yurika Hino : Dr Cameron, chercheuse d'Umbrella Corporation